# Heterocerus guttatus
Heterocerus guttatus là một loài bọ cánh cứng trong họ Heteroceridae. Loài này được Kiesenwetter miêu tả khoa học đầu tiên năm 1851.